# Fräkenkärret (naturreservat)
Fräkenkärret är ett naturreservat i Nyköpings kommun i Södermanlands län.
Området är naturskyddat sedan 2001 och är 141 hektar stort. Reservatet omfattar Fräkenkärret och omgivande natur som består av våtmarker, tall och granskog.